# Битка код Линколна (1217)
Линколн (енгл. Lincoln) је град у Уједињеном Краљевству у Енглеској, у Линколнширу, у региону Источни Мидлендс.
Када је француски принц Луј, касније, француски краљ Луј VIII, извршио инвазију 1217. године, његове присталице, побуњени енглески барони освојили су град Линколн и опсели замак. Енглески војковођа Вилијем Маршал Пембрук стигао је са војском од 406 витезова, 370 стрелаца и извесним бројем пешадинаца 18. маја на око 20 километара од Линколна. Проценивши да је противник надмоћнији, побуњени барони, који су имали 711 витезова и око хиљаду пешака, решили су да остану унутар бедема града и наставе борбу. Вилијем Пембрук је дошао је у везу са посадом замка, појачао ју је стрелцима, а затим је из замка, кроз једну блокирану капију, и споља кроз северну капију продро у град и у уличним борбама разбио бунтовнике, а око 400 витезова је заробио.